# Boots Mussulli
Boots Mussulli, de son vrai nom Henry W. Mussulli, né le 18 novembre 1917 à Milford dans le Massachusetts et mort le 23 septembre 1967 à Norfolk dans le Massachusetts, est un saxophoniste alto de jazz américain.

## Biographie
Boots Mussuli apprend la musique avec la clarinette à l'âge de douze ans. En 1943-1944, il joue dans le big band de Teddy Powell. Il gagne une relative notoriété grâce à ses participations à l'orchestre de Stan Kenton de 1944 à 1947, puis en 1952 et en 1954. Cette même année, grâce à son leader, il enregistre un des seuls disques parus sous son nom, un 25 cm dans la série Kenton Presents Jazz. Il enregistre dans la même période un autre disque avec Serge Chaloff en co-leader.
Au milieu des années 1950, il se tourne vers l'enseignement de la musique. En 1967, il apparaît au Newport Jazz Festival à la tête du Milford Youth Orchestra. Il décède quelques mois plus tard d'un cancer.

## Discographie partielle

### Comme leader ou co-leader
- 1954 : Kenton Presents Jazz : Boots Mussuli, Capitol Records H 6506
- 1954 : Serge Chaloff and Boots Mussulli, avec Serge Chaloff, Buzzy Drootin, Russ Freeman, Jimmy Woode
- 1956 : Trio et Quartet de Toshijo Akiyoshi au piano Boots Mussulli au Saxo Alto Oscar Pettiford ou Wyatt Reuther à la basse Roy Haynes ou Edmund Thigpen à la batterie.

### Comme sideman
- 1955 : Boston Blow-Up! avec le Serge Chaloff Sextet

## Sources
- Scott Yanow, Courte biographie sur le site Allmusic.com